# Молашийе-йе-Йек
Молашийе-йе-Йек (перс. ملاشيه يک‎) — город на юго-западе Ирана, в провинции Хузестан. Входит в состав шахрестана  Ахваз.
На 2006 год население составляло 20 883 человека.
Альтернативные названия: Малашийе-йе-Йек (Malashiyeh-ye Yek ), Моллашийе (Mollāshīyeh ), Умм-аль-Ашийе (Umm al ‘Ashīyeh ).

## География
Город находится на западе Хузестана, в центральной части Хузестанской равнины, на высоте 19 метров над уровнем моря.
Молашийе-йе-Йек расположен на расстоянии нескольких километров к западу от Ахваза, административного центра провинции. Расстояние до Тегерана, столицы страны, составляет приблизительно 550 километров по направлению на северо-восток.